# كيسي كوسلويسكي
كيسي كوسلويسكي هو سياسي أمريكي، ولد في 31 مارس 1987 في Pierpont, Ohio ‏ في الولايات المتحدة. نشط حزبياً في الحزب الجمهوري. وقد انتخب عضو مجلس نواب أوهايو ‏.